# Izjasław (Karha)
Izjasław, imię świeckie Jurij Anatolijowycz Karha (ur. 31 lipca 1949 w Kijowie) – biskup Ukraińskiego Kościoła Prawosławnego Ukrainy.

## Życiorys
Absolwent Instytutu Politechnicznego w Kijowie (1990). W 1991 złożył wieczyste śluby mnisze. 1 sierpnia 1992 został wyświęcony na hierodiakona przez usuniętego z urzędu metropolitę kijowskiego Filareta. 15 listopada 1992 został hieromnichem, zaś w roku następnym został przełożonym monasteru św. Teodozjusza w Kijowie (jurysdykcja Patriarchatu Kijowskiego). W 1994 ukończył seminarium duchowne w Kijowie, zaś w 2006 uzyskał dyplom Kijowskiej Akademii Duchownej.
16 lipca 1996 przyjął chirotonię na biskupa żytomierskiego i owruckiego. W 2002 otrzymał godność arcybiskupią. W 2017 r. przeniesiony do eparchii kijowskiej jako jej wikariusz, z tytułem biskupa makarowskiego. Od 15 grudnia 2018 r. jest hierarchą Kościoła Prawosławnego Ukrainy.